# ONE FOR ALL
『ONE FOR ALL』（ワン・フォア・オール）は、ONE☆DRAFTの1枚目のフルアルバムである。2008年3月5日発売。発売元はソニー・ミュージックアソシエイテッドレコーズ。

## 概要
- ONE☆DRAFT初のフルアルバムである。
- バックジャケットに桑田真澄が特別出演している。
- アルバム収録曲は既出曲がほとんどを占めており、新録楽曲はわずかに4曲のみとなっている（インスト2曲を含む）。これは、メンバーがシングルのカップリング曲もA面だ、という思いで作っているため、アルバム収録曲選定の段階で外せるものがなかったからだという。ただし、既出曲の中では唯一ミニアルバム『SUMMER DAYZ』の収録曲「夜浜」のみ収録されていない（インスト曲等除く）が、これには特に理由はないという。
- 収録されている既出曲の内、数曲には大幅なアレンジを施しているが、これは既出作品を聴いた人も新曲だと思って聴けるような仕掛けだという。
- アルバムの収録曲順は、これまでの作品で重視してきた季節感ではなく音を重視したものである。
- 初回生産限定盤は、ビデオ・クリップを収録したDVD付き2枚組、三方背BOX、オフィシャル・ベースボール・キャップ応募ハガキが封入された。
- オリコンチャートではシングル・アルバム通じて最高位となる、初登場12位を記録した（それまでの最高は2枚目のシングル「ラヴソング」の35位）。

## 収録曲

### CD
1. プレイボール -intro-（0'28"）
2. LOST（3'51"）
3. フルサト〜心を込めてありがとう〜（5'20"）
  - シングルではピアノが主であったが、今回のアレンジではアコースティックギターが主となっている。曲中に唱歌の「故郷」の音色をハーモニカで入れている。
4. ワスレナSWEEEEENG!（3'37"）
  - メンバー曰く「現代版リンダリンダ」だという楽曲。この曲にはDJのDJ MAKKIが歌うパートがある。
5. さいごのたまや（5'01"）
6. 花（4'51"）
7. 大航海 -album version-（5'07"）
8. Arrival（3'16"）
  - 「ターミナル」という曲を書こうとしてできた楽曲。この曲を書いていくうちに「ラヴソング」の続きの物語になっていってしまい、あまりにリアルだったため、急遽タイトルを「Arrival」に変更し、歌詞も書き直したという。6thシングル「情熱」収録の「ターミナルⅡ feat.Macheri」はこの曲の前編である。
9. ノッテケ!（4'11"）
10. SUMMER DAYZ 〜This song for you〜（4'46"）
  - ボーカルトラックは、テンポとキーを下げて歌い直している。このアレンジの方が原曲に近かったという。
11. ラヴソング（4'21"）
12. 桜咲く頃 feat. JUJU（5'08"）
13. 弾けばよかろうもん -skit-（1'19"）
  - MCのLANCEが演奏するピアノのインスト曲。
14. 一歩一歩〜終わりなき道しるべ〜（4'36"）
  - このアルバムのラストを飾る曲。アルバム制作当初からこの楽曲はラストにしたかったのだという。

### DVD
1. フルサト
2. SUMMER DAYZ
3. ラヴソング
4. 一歩一歩〜終わりなき道しるべ〜

## タイアップ
| 曲順 | 曲名                           | タイアップ |
| 3    | フルサト                       | シネカノン配給映画「キトキト!」エンディングテーマ |
| 4    | ワスレナSWEEEEENG!             | J SPORTS「J SPORTS STADIUM 2008」テーマソング |
| 7    | 大航海                         | J SPORTS「J SPORTS STADIUM 2007」テーマソング |
| 9    | ノッテケ!                      | 読売テレビ「BRAVO!」オープニングテーマ |
| 10   | SUMMER DAYZ                    | テレビ東京「JAPAN COUNTDOWN」7月度オープニングテーマ |
| 10   | SUMMER DAYZ                    | 青森朝日放送・福島放送・新潟テレビ21・東京メトロポリタンテレビジョン・テレビ神奈川・静岡放送・北陸朝日放送・広島ホームテレビ・瀬戸内海放送・熊本朝日放送「第89回高校野球地方大会中継」テーマソング |
| 11   | ラヴソング                     | テレビ朝日系「週刊プレイガール」エンディングテーマ |
| 11   | ラヴソング                     | 中国放送「TIMの神様の宿題」エンディングテーマ |
| 11   | ラヴソング                     | 琉球朝日放送「チャーガンジューTV」エンディングテーマ |
| 12   | 桜咲く頃 feat. JUJU            | ソフトバンクモバイル「SoftBank 812SH」CMソング |
| 14   | 一歩一歩〜終わりなき道しるべ〜 | 毎日放送・GAORA「第80回選抜高等学校野球大会」エンディングテーマ |